# غزنرة أذينية
غزنرة أذينية (الاسم العلمي:Gesneria auriculatum) هي نوع من النباتات تتبع جنس الغزنرة من الفصيلة الغزنرية.